# Tratado de Chinácota
El Tratado de Chinácota fue un tratado para la finalización de la Guerra de los Mil Días, firmado en la casa de la Calle Real de Chinácota (Norte de Santander), lugar de residencia de la familia González Ferrero. Fue firmado el 21 de noviembre de 1902.

## Tratado
Fue un acuerdo entre el general conservador Ramón González Valencia, jefe civil y militar de Santander, y los liberales Ricardo Jaramillo y Ricardo Tirado Macías, en representación del Subdirector de la Guerra Foción Soto.
Santander había sido el escenario donde se había iniciado la guerra en octubre de 1899, y allí tuvieron lugar algunos las batallas de Peralonso y Palonegro.
Fue uno de los tres tratados que dieron fin al conflicto junto a los tratados de Neerlandia y del Winconsin.